# Gabrielle Giasson-Dulude
Pour les articles homonymes, voir Giasson et Dulude.
Gabrielle Giasson-Dulude, née à Montréal en 1984, est une poète et essayiste québécoise,.

## Biographie
Née à Montréal en 1984, Gabrielle Giasson-Dulude s'intéresse d'abord au théâtre avant de se lancer en littérature. Détentrice d'un doctorat en études littéraires de l'Université du Québec à Montréal, elle poursuit des études postdoctorales à l’Université Laval,,. Elle enseigne la littérature au Cégep du Vieux Montréal.
En poésie, elle fait paraître Portrait d’homme (Éditions du Noroît, 2015). Comme essayiste, elle publie Les chants du mime (Éditions du Noroît, 2017) et Entre les murs, des voix (Éditions du Remue-Ménage, 2023).
Gabrielle Giasson-Dulude signe également des textes dans des revues littéraires (Brèves littéraires, EXIT, Estuaire, Postures, Moebius, Cousins de personne, Spirale, L'Inconvénient, Lettres québécoises, Liberté) et dans des collectifs. Elle collabore notamment au collectif Sexe, amour et pouvoir (Éditions du remue-ménage, 2015) sous la direction de Martine Delvaux, Valérie Lebrun et Laurence Pelletier ainsi qu'au collectif Maganées (Québec-Amérique, 2021) sous la direction de Vanessa Courville,,,,.
En 2018, Giasson-Dulude est finaliste au Prix littéraire du gouverneur général pour Les chants du mime.

## Œuvres

### Poésie
- Portrait d'homme, Montréal, Les Éditions du Noroît, 2015, 76 p. (ISBN 9782890189195)

### Essai
- Les chants du mime : en compagnie d'Étienne Decroux, Montréal, Les Éditions du Noroît, 2017, 145 p. (ISBN 9782897661151 et 9782897661168)
- Entre les murs, des voix, Montréal, Les Éditions du Remue-Ménage, 2023, 224 p.  (ISBN 9782890918580)

## Prix et honneurs
- 2024 - Prix de l'essai LQ (pour Entre les murs, des voix)
- 2018 - Finaliste : Prix littéraire du gouverneur général (pour Les chants du mime)[12]
- 2018 - Prix Spirale Eva-Le-Grand (Les chants du mime)
- 2018 - Prix de l'essai de la revue Contrejour (Les chants du mime)